# Casa Thomas

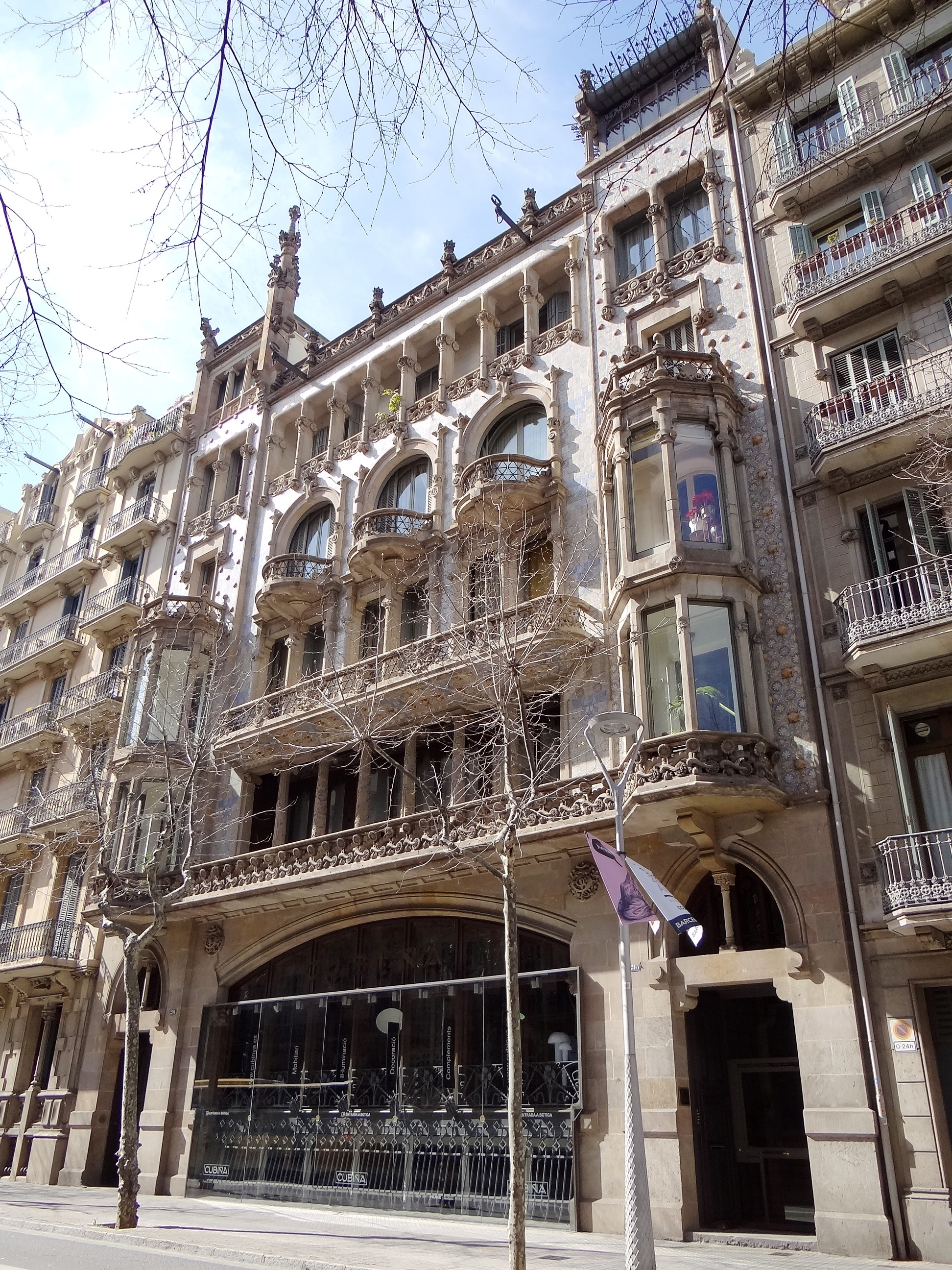
Casa Thomas.

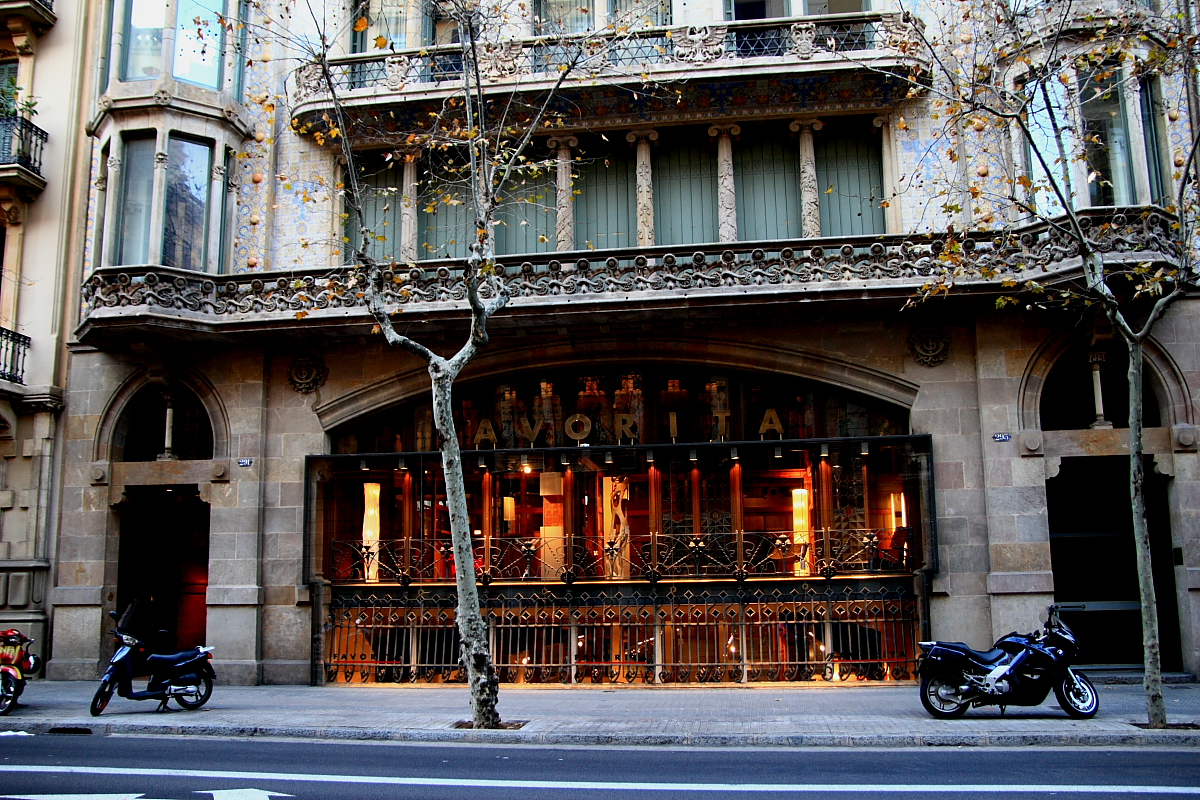
Detalle de la planta baja.

La casa Thomas es un edificio modernista obra del arquitecto Lluís Domènech i Montaner situada en el número 293 de la calle de Mallorca de Barcelona.
Proyectada por el arquitecto modernista Lluís Domènech i Montaner, por encargo del industrial Joseph Thomas y Bigas, su construcción data de los años 1895-1898, presenta una fachada con signos neogóticos, originalmente el edificio constaba de planta dedicada a taller de litografía y primer piso, donde tenía la vivienda el propietario. 
En el año 1912 se llevó a cabo una ampliación por el arquitecto Francesc Guàrdia i Vial, respetando el estilo inicial, consistió en el añadido de tres pisos y unas tribunas en los extremos de la fachada, en la última planta realizó una galería corrida con columnas similares a las que ya había en el primer piso.
El vestíbulo está ornamentado ricamente con temas vegetales con la barandilla de la escalera forjada en hierro.
En el año 1980 se hicieron nuevas obras de restauración, por el arquitecto Cristian Cirici i Alomar recibiendo el Premio Nacional de Restauración (1980).